# تشو هان-كي
تشو هان-كي هو سياسي كوري جنوبي، ولد في 1966. نشط حزبياً في الحزب الديمقراطي الكوري.